# Matthew Newcomen
Matthew Newcomer (Colchester, 1610 – 1669) è stato un predicatore inglese naturalizzato olandese, coautore del pamphlet An Answer to a booke entituled, An Humble Remonstrance. In Which, the Original of Liturgy and Episcopacy is Disussed, pubblicato nel 1651 con lo pseudonimo collettivo di Smectymnuus. Fu membro dell'Assemblea di Westminster.

## Biografia
Nato a Colchester probabilmente nel 1610, era secondogenito di Stephen Newcomen e della sua prima moglie. Venne educato alla Royal Grammar School di Colchester dal suo precettore, William Kempe. L'8 novembre 1626 entrò al St John's College Cambridge dove ottenne il Master of Arts nel 1633. Alla morte del celebre predicatore puritano John Rogers venne proposto dal suo amico John Knowles come suo sostituto in qualità di lettore a Colchester, anche grazie al contributo economico volontario dei parrocchiani di Dedham, lontana ben sette miglia.

Grazie alle sue doti di predicatore, ben presto Newcomen divenne una delle figure di spicco della chiesa riformata nell'Essex. Dopo aver sposato la cognata di Edmund Calamy il Vecchio, fu collaboratore di quest'ultimo nella scrittura di diversi pamphlets scritto sotto lo pseudonimo collettivo di Smectymnuus.

Dopo aver scritto un catechismo in collaborazione con John Arrowsmith ed Anthony Tuckney, venne scelto tra i partecipanti all'Assemblea di Westminster, dove ebbe il compito di recitare il sermone di apertura delle sessioni di fronte ai membri dell'Assemblea, congiuntamente alla Camera dei Comuni ed alla Camera dei Lord il pomeriggio del 7 luglio 1643. All'interno dell'Assemblea, egli venne posto nella terza Commissione, che aveva come luogo di riunione la Jerusalem Chamber all'interno dell'Abbazia di Westminster, ed aveva il compito di occuparsi degli articoli 8,9 e 10. Tuttavia fece parte anche di altri comitati, come quello per indagare sui libri inopportuni o scandalosi, in quello che aveva il compito di riferire al Parlamento e con il comitato che doveva curare i rapporti con l'Assemblea scozzese. 

Newcomen non fu tra i firmatari di una petizione in favore dell'introduzione del sistema presbiteriano presentata dai ministri religiosi dell'Essex e del Suffolk il 29 maggio 1646, ma con altri 129 ministri del culto, firmò la petizione Testimony of the Ministers in Essex nel 1648 in supporto della Solemn League and Covenant. 
Nel 1655 venne nominato lettore ad Ipswich  e, con l'avvento della Restaurazione, si rifiutò di servire come cappellano del re in seguito al ritorno di Carlo II d'Inghilterra.  Il 10 ottobre 1661 ottenne il titolo di Doctor of Divinity, ma rifiutò di firmare l'Atto di uniformità del 1662, e per questo motivo dovette abbandonare il suo incarico di lettore a Dedham il 20 agosto 1662. Poche settimane dopo, recitò un ultimo sermone a Londra che avrebbe pubblicato con il titolo Ultimum Vale, or the Last Farewell of a Minister of the Gospel to a beloved People, nel 1663. 

Il 30 luglio 1662 la comunità religiosa inglese di Leida ebbe il consenso dal locale magistrato a convocare Newcomen come loro ministro del culto, e invitarono Newcomen ad abbandonare Dedham per recarsi nei Paesi Bassi. Nel dicembre di quello stesso anno Newcomen decise di accettare e salpò alla volta di Leida con la moglie e tutta la famiglia.

Con lo scoppio della seconda guerra anglo-olandese, Carlo II emanò un proclama reale il 26 marzo 1666 con il quale ordinava che quattordici cittadini inglesi, tra i quali si trovava Richard Cromwell allora in esilio nella Repubblica delle Sette Province, l'ex parlamentare per il collegio elettorale di New Romney, Sir Robert Honeywood, e lo stesso Newcomer, facessero ritorno in Inghilterra, sostenendo che costoro, avversi alla loro madrepatria, fossero in grado di fornire informazioni utili al nemico olandese. Newcomer non ubbidì mai a questo proclama, dal momento che era gravemente malato e quindi impossibilitato a viaggiare, ma anche perché nel frattempo era diventato di fatto cittadino olandese e quindi non più obbligato nei confronti della corona inglese. Morì il 1º settembre 1669 probabilmente colpito dalla peste che in quell'anno aveva infestato la città di Leida. Il 16 settembre 1669 venne tenuto a Dedham una cerimonia funebre in suo onore, il cui sermone funebre, letto da John Fairfax, venne pubblicato nel 1679 a Londra con il titolo The Dead Saint yet speaking.

## Opere
- An Endeavour of Making the Principles of Christian Religion, 1640
- An Answer to a Book entitled An Humble Remonstrance, 1641
- The Craft and Cruelty of the Curhches Adversaries, discovered in a Sermon on Ne 4:11, 1643
- The Duty of Such as would Wake worthy of the Gospel, to Endeavour Union, not Division, nor Toleration, 1646
- The All-Seeing Unseen Eye of God, 1647
- The Watchman's Watchword: Or an Exhortation to Stedfastness, in Profession of the Gospel. A Farewel-sermon, Preached at Dedham in Essex, Aug. 20, 1662, 1663
- Another Sermon in the Country Collection, 1663
- The Best Acquaintance and Highest Honour of Christians. Or, a Discourse of Acquaintance with God, 1668